# Quark/
QUARK/: a quarterly of speculative fiction, ein Science-Fiction Magazin für spekulative Literatur wurde 1970–71 von dem bekannten Science Fiction Autoren Samuel R. Delany und der Dichterin Marilyn Hacker herausgegeben. Delany und Hacker waren (bis 1980) verheiratet. Die Anthologie, die nur Originalbeiträge veröffentlichte (original review), erschien in Hy Steirmans Verlag Paperback Library. Das Magazin kostete $1.25 und war besser gedruckt und teurer als normale Taschenbücher, die 75 Cent kosteten. Die erste Nummer, QUARK/1, erschien im November 1970, QUARK/2 im Februar, QUARK/3 im Mai und QUARK/4 im August 1971. Das non-profit Prestigeobjekt wurde im Mai 1971 eingestellt, angeblich gaben schlechte Kritiken den Ausschlag. Die Verkaufszahlen waren nach Aussage der Herausgeber erfreulich.
Autoren:
- Helen Adam: Daughter of Roses [poem] (1); The True Reason for the Dreadful Death of Mr. Rex Arundel [novelette] (4)
- Hilary Bailey: Dogman of Islington (1); Twenty-Four Letters from Under the Earth (3)
- Gregory Benford: Inalienable Rite (1)
- Joan Bernott: My Father's Guest (1); The Way Home (2)
- Sandy Boucher: Shades(1)
- John Brunner: The Inception of the Epoch of Mrs. Bedonebyasyoudid (2)
- Edward Bryant: Adrift on the Freeway (1); Among the Dead (2)
- Marco Cacchioni: The Song of Passing [poem] (4)
- Avram Davidson: Basileikon: Summe (4)
- Samuel R. Delany & Marilyn Hacker: Editorial (1); Introduction (2); Foreword (3); On Speculative Fiction (4)
- Samuel R. Delany: Critical Methods: Speculative Fiction (1); Dog in a Fisherman's Net (3)
- Thomas M. Disch: Let Us Quickly Hasten to the Gate of Ivory (1); Et in Arcadia Ego (2); Bodies (4)
- Sonya Dorman: Bitching It (2); Vanishing Point [poem] (3)
- Gardner R. Dozois: The Sound of Muzak (1)
- Gordon Eklund: Ramona, Come Softly (1); Home Again, Home Again (3)
- Carol Emshwiller: A Possible Episode in the Picaresque Adventures of Mr. J.H.B. Monstrossee (2)
- Philip José Farmer: The Voice of the Sonr in My Vermiform Appendix (2); Brass and Gold (or Horse and Zeppelin in Beverly Hills (4)
- Russell FitzGerald: Twelve Ancillary Approximations for the Quark/Cover Called Appomattox (cover; 1); The Last Supper [short story] (2)
- Nemi Frost; Five Drawings (2)
- Stephen Gilden; frontispiece (1); Six Drawings (1)
- Marilyn Hacker: Landscape for Insurrection [poem] (2); Nightsong [poem] (4)
- M. John Harrison: Ring of Pain (3)
- H. B. Hickey: Gone Are the Lupo (1)
- Richard Hill: Brave Salt (3)
- James Keilty: The People of Prashad (2)
- Virginia Kidd: Balls: A Meditation at the Graveside (3)
- R. A. Lafferty: The Cliff Climbers (1); Encased in Ancient Rind (3)
- Martin Last; [cover art] (4)
- Robert La Vigne; Six Drawings; Six More Drawings (3)
- Ursula K. Le Guin: A Trip to the Head (1)
- Fritz Leiber: Gold, Black and Silver (2)
- Link: Getting to Know You [poem] (1)
- Vonda McIntyre: Cages (4)
- Gail Madonia: Acid Soap Opera (4)
- Michael Moorcock: Voortrekker [reprint from: Frendz] (4)
- Larry Niven: The Fourth Profession (4)
- Mark Obtulowicz: Trojak (2); Man of Letters (4)
- Olivier Olivier; Twelve Drawings (4)
- Alexei Panshin: Arpad (2)
- Roger Penney; Six Drawings (2): [cover art] (3)
- Stan Persky: from The Day (4)
- Charles Platt: Norman vs. America [graphic story; shortfiction + artwork] (4)
- Christopher Priest: Fire Storm (1)
- Joanna Russ: The View from this Window (1); The Zanzibar Cat (3)
- James Sallis: Mensuaration (2); Field (3)
- Josephine Saxton: Nature Boy (3)
- Donald Simpson: Continous Landscape [interior art; 6 pages] (3)
- John Sladek: The Interstate (2)
- George Stanley: Orion (1); To the Child Whose Birth Will Change the Way the Universe Works [poem] (3)
- Leland Stoney: The Village (2)
- Laurence Yep: The Electric Neon Mermaid (2)
- Tom Veitch: A Sexual Song (3)
- Brian Vickers: The Coded Sun Game (3)
- A. E. van Vogt: Carthing (1)
- Kate Wilhelm: Where Have You Been, Billy Boy, Billy Boy? (3)